# Сарма (приток Мокши)
Сарма — река в Нижегородской области России, правый приток Мокши (бассейн Волги).
Устье реки находится в 183 км по правому берегу реки Мокша. Длина реки составляет 63 км, площадь водосборного бассейна — 804 км².

## Данные водного реестра
По данным государственного водного реестра России относится к Окскому бассейновому округу, водохозяйственный участок реки — Мокша от водомерного поста города Темников и до устья, без реки Цна, речной подбассейн реки — Мокша. Речной бассейн реки — Ока.
Код объекта в государственном водном реестре — 09010200412110000028050.

## Примечания

Бассейн Мокши